# 귀르스
귀르스(영어:Gurs)는 프랑스의 도시이다. 남서부 프랑스에 속하는 지역이다.

## 설명
귀르스는 프랑스 남서부에 위치하는 피레네자틀랑티크주의 구역에 있는 도시이다. 귀르스는 파우 근처에 위치해 있다. 귀르스는 귀르스 수용소가 있던 곳이다. 제2차 세계 대전 이후에 그 캠프가 있던 자리에 숲이 심어졌다. 현재 귀르스 수용소가 있던 자리에는 묘지가 나 있다.

## 같이 보기
- 프랑스
- 도시